# Großkromsdorf
Großkromsdorf ist ein Ortsteil der Landgemeinde Ilmtal-Weinstraße im Landkreis Weimarer Land in Thüringen.

## Lage
Großkromsdorf (jetzt Kromsdorf-Nord) liegt östlich von Tiefurt in der Nähe der Ilm und ihres Tales. Die Grenze zu Kleinkromsdorf (jetzt Kromsdorf-Süd) ist die Ilmbrücke am Sportplatz.

## Geschichte
In der Literatur findet man unterschiedliche Angaben zur urkundlichen Ersterwähnung. Die Chronik weist 1150 nach und Wolfgang Kahl fand 1378 als urkundliche Ersterwähnung von Großkromsdorf. Der Name Kromsdorf geht von einem frühen Besitzer aus. 1580 wurde ein dreistöckiges Renaissanceschloss gebaut. 1694 kauften die Herzöge von Sachsen-Weimar Schloss und Rittergut und verwandelten es in ein Kammergut. 1664 erweiterte Kaspar Cornely von Montaigne es. Auf seinen Sohn Johann Theodor de Mortaigne geht die Anlage des Schlossparks im schon seit 1580 vorhandenen Schlossgarten zurück. Ab 1858 wechselten die Besitzer öfter. Die Landwirtschaft bestimmte das Geschehen im Ort. Später zogen Arbeiter und Angestellte in das Dorf. Großkromsdorf und Kleinkromsdorf wuchsen zusammen.
Am 1. Juli 1950 wurden die Gemeinden Großkromsdorf und Kleinkromsdorf zu einer neuen Gemeinde Kromsdorf zusammengeschlossen, die wiederum zum 1. Januar 2019 nach Ilmtal-Weinstraße eingemeindet wurde.